# Nowshahr
Nowshahr (en persa: نوشهر‎; romanizada Now Shahr, Noushahr ο Bandar-e Now Shahr) es un puerto iraní situado en la costa meridional del mar Caspio.

## Ubicación
La ciudad es la capital de la comarca de Nowshahr, en la provincia de Mazandarán. Durante el gobierno del sah Mohamed Reza Pahlevi, el sitio fue considerado un importante balneario dado que los funcionarios del gobierno se alojaban allí durante el verano.